# カハール体
カハール体（—たい）は球状の細胞内小器官の一部分で、増殖性細胞（腫瘍細胞あるいは神経細胞などの代謝がさかんな細胞）の核に見られる。

## 概要
最初の報告は1903年、サンティアゴ・ラモン・イ・カハールによるものである。神経細胞の核小体に結合していたので、核小体付属体と彼は名付けた。一方、電子顕微鏡学者は、電子顕微鏡でみたその形状から「コイル体」と呼んだ。最近になってラモンの功績を讃え、カハール体と名付けられた。
大きさは0.1–2.0μmで、20%程度の核小体に見られるが、その数は細胞周期や細胞の種類によって変化する。核小体の転写機構の集合や調整に関わっていると考えられている。
カハール体は植物、酵母、動物の細胞にのみ見られる。カハール体が見られる細胞は、分裂がさかんな細胞も含め転写活性が高い細胞であることが分かっている。
カハール体はコイリンタンパク質によって核小体に結合している。